# Рейтарская улица
Рейтарская улица (укр. Рейтарська вулиця) — историческая улица в Старом городе Киева от Владимирской улицы до Львовской площади. Одна из четырёх улиц древнего Киева, которые сходились к Львовским воротам. Первоначальное название неизвестно, Рейтарской стала называться со второй половины XVII века, поскольку здесь размещались кавалерийские русские полки иноземного строя — рейтары. Интенсивная застройка осуществлялась в конце XIX — начале XX века. В 1913 году в доме № 25 проживал Михаил Булгаков.
К Рейтарской улице прилегают улицы Золотоворотская, Стрелецкая и Олеся Гончара. На сегодняшний день на ней расположены посольства Франции, Эстонии и Венгрии.